# ناقل وطني

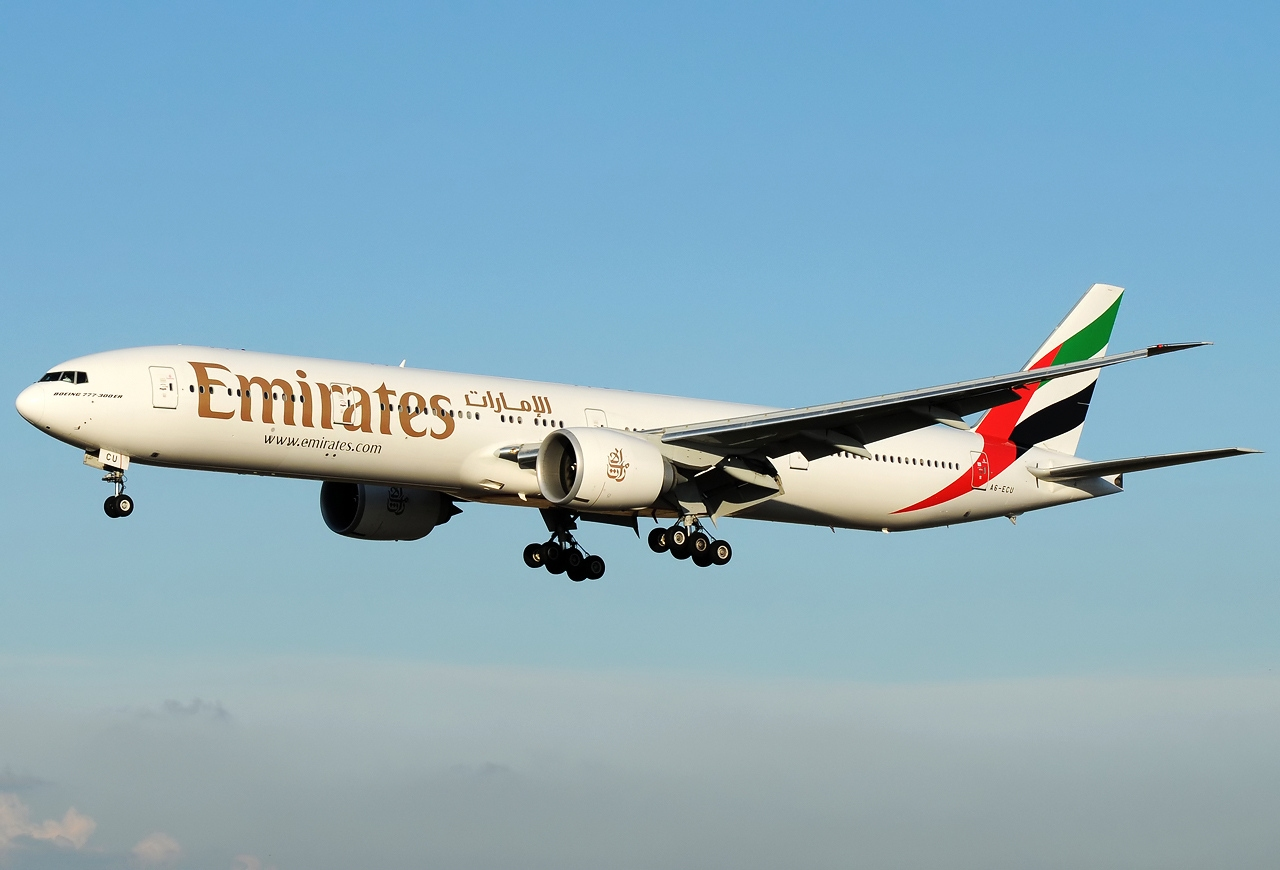
طائرة بوينغ 777 لطيران الإمارات المملوكة لحكومة دبي، وتعتبر هي والاتحاد للطيران الناقلان الوطنيان للإمارات العربية المتحدة

الناقل الوطني هي شركة نقل (مثل النقل الجوي أو البحري) مسجلة في دولة ما. قد تكون مملوكة للدولة أو تديرها الدولة أو شركات محددة للدولة أو مؤسسات ذات حقوق وامتيازات تفضيلية من قبل الدولة. القانون البحري يجبر الطائرات والسفن على إظهار علم دولة التسجيل.
استُخدم المصطلح تاريخيًا للإشارة إلى شركات الطيران المملوكة للحكومات والمرتبطة بالهوية الوطنية لبلدانها. قد تُعرف هذه الشركات أيضًا بأنها شركات طيران وطنية، على أن هذا المصطلح قد يحمل معاني قانونية مختلفة في بعض الدول. اليوم يُطلق على أي شركة طيران دولية لها صلة قوية ببلدها الأصلي أو تُمثله دوليًا سواء كانت مملوكة للحكومة أم لا ناقل وطني.
تُعرف شركات النقل الوطنية أيضًا بهذا الاسم بسبب القوانين التي تتطلب من الطائرات أو السفن رفع علم الدولة التي تُسجل بها. على سبيل المثال فبموجب القانون الأمريكي يُعتبر الناقل الجوي الذي يحمل علم الولايات المتحدة هو أي شركة طيران تحمل شهادة بموجب القسم 401 من قانون الطيران الفيدرالي لعام 1958 (أي أي شركة طيران دولية مقرها الولايات المتحدة)، وأي سفينة مسجلة في الولايات المتحدة تُعرف بأنها سفينة ترفع علم الولايات المتحدة.

## الخلفية التاريخية
يعد مصطلح «الناقل الوطني» تراثيا يعود إلى الوقت الذي كانت الدول فيه تقوم بإنشاء شركات طيران مملوكة لها. أخذت الحكومات السبق نظرا لارتفاع تكاليف إنشاء وتشغيل شركات الطيران. لكن لم تكن جميع شركات الطيران هذه مملوكة للحكومة. كانت كل من خطوط بان أمريكان العالمية وخطوط عبر العالم الجوية وكاثي باسيفيك وUnion de Transports Aériens والخطوط الجوية الباسيفيكية الكندية وخطوط أولمبيك الجوية شركات خاصة لكنها كانت تعتبر ناقل وطني لأنها كانت "شركة الطيران الوطنية الرئيسية" وغالبا ما تكون علامة للبلاد.
كما أنهم نظموا صناعة الطيران بحيث كانت حقوق الطيران تتم بالمفاوضات بين الحكومات، وهي التي رفضت إعطاء شركات الطيران سوقا مفتوحة. وتحدد اتفاقات النقل الجوي الثنائية هذه المماثلة لاتفاقي برمودا الأولى وبرمودا الثانية حقوقا تمنح فقط لشركات الطيران المسجلة محليا. كما أنشأت بعض الدول شركات طيران مثل شركة طيران الشرق الأوسط اللبنانية لأسباب قومية أو لمساعدة اقتصاد البلاد، لا سيما في مجال السياحة.
تقدم الحكومات دعمًا مباشرًا لنمو شركات الطيران الوطنية من خلال الإعانات والحوافز المالية الأخرى في العديد من الحالات. قد يُحظر منافسة هذه الشركة عن طريق منع إنشاء شركات طيران محلية أخرى أو يُنظم بشكل صارم لمنع المنافسة المباشرة. تُعطى الأفضلية لشركات النقل الوطنية حتى في الحالات التي يُسمح فيها بتأسيس شركات طيران خاصة، خاصةً في توزيع حقوق الطيران في الأسواق المحلية والدولية. تحولت العديد من هذه الشركات إلى شركات عامة أو مؤسسات مملوكة للدولة نحو نهاية القرن العشرين، بينما خُصخصت شركات أخرى بالكامل. وقد حُررت صناعة الطيران تدريجيًا، مما أتاح المزيد من الحريات الجوية خاصة في الولايات المتحدة والاتحاد الأوروبي مع اتفاقية الأجواء المفتوحة. ومن سمات هذه الاتفاقات حق الدول في أن يكون لها أكثر من "ناقل وطني".

## قائمة شركات الطيران الوطنية
يسرد الرسم البياني أدناه شركات الطيران التي تعتبر "ناقل وطني" ، بناء على ملكية الدولة الحالية أو السابقة أو أي تسمية أخرى يمكن التحقق منها كشركة طيران وطنية.
| الدولة والإقليم             | الخطوط                            | نسبة ملكية الدولة بها                                                                                            | النسبة السابقة |
| --------------------------- | --------------------------------- | --- | --- |
| أفغانستان                   | الخطوط الجوية الأفغانية آريانا    | مملوكة للدولة | |
| ألبانيا                     | طيران ألبانيا                     | مملوكة لAlbcontrol، تمتلك الدولة (10%)                                                                           | |
| الجزائر                     | الخطوط الجوية الجزائرية           | مملوكة للدولة | |
| أنغولا                      | الخطوط الجوية الأنغولية           | أغلبية الأسهم | |
| الأرجنتين                   | الخطوط الجوية الأرجنتينية         | مملوكة للدولة | |
| أروبا                       | Aruba Airlines                    | لا تملكها الدولة                                                                                                 | |
| أستراليا                    | كانتاس                            | لا تملكها الدولة                                                                                                 | مملوكة للدولة حتى 1992. |
| النمسا                      | الخطوط الجوية النمساوية           | لا تملكها الدولة – مملوكة للوفتهانزا                                                                             | مملوكة للدولة حتى 5 ديسمبر 2008. |
| أذربيجان                    | الخطوط الجوية الأذرية             | مملوكة للدولة | |
| جزر البهاما                 | Bahamasair                        | مملوكة للدولة | |
| البحرين                     | طيران الخليج                      | مملوكة للدولة | |
| بنغلاديش                    | خطوط بيمان بنغلاديش الجوية        | شركة عامة محدودة                                                                                                 | مملوكة للدولة حتى 23 يوليو 2007. |
| بيلاروس                     | طيران بيلافيا                     | مملوكة للدولة | |
| بلجيكا                      | خطوط بروكسل الجوية                | لا تملكها الدولة – مملوكة للوفتهانزا                                                                             | الهيكل السابق للخطوط كان مملوك للدولة (SN Brussels Airlines).                                                                                      |
| بوتان                       | طيران دروك                        | لا تملكها الدولة                                                                                                 | |
| بوليفيا                     | Boliviana de Aviación             | مملوكة للدولة | |
| بوتسوانا                    | الخطوط الجوية البوتسوانية         | مملوكة للدولة | |
| بروناي                      | خطوط بروناي الملكية الجوية        | مملوكة للدولة | |
| بلغاريا                     | طيران بلغاريا                     | تملك الدولة نسبة ضئيلة (0.01%)                                                                                   | |
| بوركينا فاسو                | بوركينا للطيران                   | مملوكة للدولة | |
| كمبوديا                     | Cambodia Angkor Air               | أغلبية الأسهم (51%)                                                                                              | |
| الكاميرون                   | الخطوط الجوية الكاميرونية         | مملوكة للدولة | |
| كندا                        | طيران كندا                        | أقلية تملكها حكومة كندا (نسبة 6.4%)                                                                              | مملوكة للدولة حتى privatization in 1989. |
| الرأس الأخضر                | TACV                              | أغلبية الأسهم (90%)                                                                                              | |
| جزر كايمان                  | Cayman Airways                    | مملوكة للدولة | |
| تشيلي                       | خطوط لان الجوية                   | لا تملكها الدولة                                                                                                 | مملوكة للدولة حتى September 1989. |
| الصين                       | طيران الصين                       | أغلبية الأسهم (51.7%): 40.98% تملكها الصين الوطنية للطيران القابضة و10.72% الصين الوطنية للطيران القابضة أيضا:10 | مملوكة للدولة حتى 2004. |
| كولومبيا                    | أفيانكا                           | لا تملكها الدولة                                                                                                 | |
| كوستاريكا                   | أفيانكا كوستاريكا                 | | |
| كرواتيا                     | الخطوط الجوية الكرواتية           | أغلبية الأسهم (98%)                                                                                              | |
| كوبا                        | الخطوط الجوية الكوبية             | مملوكة للدولة | |
| قبرص                        | الخطوط الجوبة القبرصية            | لا تملكها الدولة - 40% مملوكة لمجموعة SJC ومقرها مالطا                                                           | |
| جمهورية التشيك              | الخطوط الجوية التشيكية            | لا تملكها الدولة                                                                                                 | |
| جمهورية الكونغو الديمقراطية | الكونغو للطيران                   | مملوكة للدولة | |
| الدنمارك                    | الخطوط الجوية الإسكندنافية        | مشروع مشترك | |
| النرويج                     | الخطوط الجوية الإسكندنافية        | مشروع مشترك | |
| السويد                      | الخطوط الجوية الإسكندنافية        | مشروع مشترك | |
| جيبوتي                      | Air Djibouti                      | مشروع مشترك | |
| جمهورية الدومينيكان         | Arajet                            | لا تملكها الدولة                                                                                                 | |
| مصر                         | مصر للطيران                       | مملوكة للدولة | |
| غينيا الاستوائية            | سيبا إنتركونتيننتال               | مملوكة للدولة | |
| إرتريا                      | الخطوط الجوية الإريترية           | مملوكة للدولة | |
| إسواتيني                    | Eswatini Air                      | | |
| إثيوبيا                     | الخطوط الجوية الإثيوبية           | مملوكة للدولة | |
| جزر فارو                    | الخطوط الجوية الأطلسية            | | |
| فيجي                        | خطوط فيجي الجوية                  | أغلبية الأسهم (51%)                                                                                              | |
| فنلندا                      | فين إير                           | أغلبية الأسهم (55.8%)                                                                                            | |
| فرنسا                       | الخطوط الجوية الفرنسية            | أقلية (نسبة 18%)                                                                                                 | |
| تاهيتي                      | Air Tahiti Nui                    | أغلبية الأسهم | |
| جورجيا                      | الخطوط الجوية الجورجية            | لا تملكها الدولة                                                                                                 | |
| ألمانيا                     | لوفتهانزا                         | لا تملكها الدولة                                                                                                 | كانت تملكها الدولة حتى 1994، بيعت جميع الأسهم الحكومية قبل عام 1997. اشترت الحكومة أقلية (20.05%) من أسهم لوفتهانزا في عام 2020 ثم باعتها في 2022. |
| اليونان                     | الخطوط الجوية الإيجية             | | |
| جرينلاند                    | طيران جرينلاند                    | مملوكة للدولة | |
| غيرنزي                      | Aurigny                           | مملوكة للدولة | |
| هونغ كونغ                   | كاثي باسيفيك                      | أقلية (6.08% تملكها حكومة هونغ كونغ) + 28.17% تملكها طيران الصين                                                 | |
| آيسلندا                     | طيران آيسلندا                     | لا تملكها الدولة - مملوكة لمجموعة طيران أيسلندا                                                                  | |
| الهند                       | طيران الهند                       | لا تملكها الدولة - مملوكة لمجموعة تاتا                                                                           | مملوكة للدولة حتى نوفمبر 2021. |
| إندونيسيا                   | غارودا إندونيسيا                  | أغلبية الأسهم (60.54%)                                                                                           | مملوكة للدولة بالكامل حتى فبراير 2011. |
| إيران                       | الخطوط الجوية الإيرانية           | مملوكة للدولة | |
| العراق                      | الخطوط الجوية العراقية            | | |
| أيرلندا                     | أير لينغس                         | لا تملكها الدولة – مملوكة لمجموعة الخطوط الجوية الدولية                                                          | مملوكة للدولة حتى سبتمبر 2006. |
| إسرائيل                     | إل عال                            | أقلية (~1.1%) | مملوكة للدولة حتى June 2004. |
| إيطاليا                     | إيتا                              | مملوكة للدولة، خلفت الخطوط الجوية الإيطالية ابتداء من 15 أكتوبر 2021                                             | |
| ساحل العاج                  | إير كوت ديفوار                    | أقلية (49%) | |
| جامايكا                     | Caribbean Airlines                | أقلية (16%) | |
| ترينيداد وتوباغو            | Caribbean Airlines                | أغلبية الأسهم (84%)                                                                                              | |
| اليابان                     | الخطوط الجوية اليابانية           | لا تملكها الدولة                                                                                                 | مملوكة للدولة حتى 1987. |
| الأردن                      | الملكية الأردنية                  | | |
| كازاخستان                   | طيران أستانا                      | أغلبية الأسهم (51%)                                                                                              | |
| كينيا                       | الخطوط الجوية الكينية             | أقلية (29.8%) | |
| كيريباتي                    | Air Kiribati                      | | |
| الكويت                      | الخطوط الجوية الكويتية            | مملوكة للدولة | |
| لاوس                        | طيران لاوس                        | مملوكة للدولة | |
| لاتفيا                      | طيران البلطيق                     | أغلبية الأسهم (80.05%)                                                                                           | |
| لبنان                       | طيران الشرق الأوسط                | أغلبية الأسهم (99%)                                                                                              | |
| ليبيا                       | الخطوط الجوية الإفريقية           | مملوكة للدولة | |
| ليبيا                       | الخطوط الجوية الليبية             | مملوكة للدولة | |
| لوكسمبورغ                   | لوكس إير                          | أغلبية الأسهم (73.86%)                                                                                           | |
| ماكاو                       | طيران ماكاو                       | أقلية (5%) | |
| مدغشقر                      | طيران مدغشقر                      | أغلبية الأسهم | |
| مالاوي                      | Malawi Airlines                   | أغلبية الأسهم (51%)                                                                                              | |
| ماليزيا                     | الخطوط الجوية الماليزية           | مملوكة للدولة عن طريق خازنة ناشيونال                                                                             | |
| جزر المالديف                | Maldivian                         | | |
| مالطا                       | KM Malta Airlines                 | أغلبية الأسهم | |
| جزر مارشال                  | Air Marshall Islands              | | |
| موريتانيا                   | الموريتانية للطيران               | مملوكة للدولة | |
| موريشيوس                    | طيران موريشيوس                    | | |
| المكسيك                     | طيران المكسيك                     | لا تملكها الدولة                                                                                                 | مملوكة للدولة حتى 2007. |
| منغوليا                     | الخطوط الجوية المنغولية           | مملوكة للدولة | |
| الجبل الأسود                | Air Montenegro                    | مملوكة للدولة | |
| المغرب                      | الخطوط الملكية المغربية           | مملوكة للدولة | |
| موزمبيق                     | الخطوط الجوية الموزمبيقية         | مملوكة للدولة | |
| ميانمار                     | Myanmar National Airlines         | مملوكة للدولة | |
| ناورو                       | خطوط ناورو الجوية                 | مملوكة للدولة | |
| نيبال                       | الخطوط الجوية النيبالية           | مملوكة للدولة | |
| هولندا                      | الخطوط الجوية الملكية الهولندية   | أقلية (14%) | |
| كاليدونيا الجديدة           | إيركالين                          | أغلبية الأسهم (99%)                                                                                              | |
| نيوزيلندا                   | طيران نيوزيلندا                   | أغلبية الأسهم (53%)                                                                                              | مملوكة للدولة حتى 1989، أممت جزئيا في عام 2001. |
| كوريا الشمالية              | طيران كوريو                       | مملوكة للدولة | |
| عُمان                        | الطيران العماني                   | أغلبية الأسهم | |
| باكستان                     | الخطوط الجوية الدولية الباكستانية | مملوكة للدولة | |
| بنما                        | خطوط كوبا الجوية                  | لا تملكها الدولة                                                                                                 | |
| بابوا غينيا الجديدة         | Air Niugini                       | | |
| باراغواي                    | لاتام باراغواي                    | | |
| بيرو                        | لاتام بيرو                        | | |
| الفلبين                     | الخطوط الجوية الفلبينية           | | |
| بولندا                      | خطوط لوت الجوية البولندية         | مملوكة للدولة | |
| البرتغال                    | تاب برتغال                        | أغلبية الأسهم (72%)                                                                                              | |
| قطر                         | الخطوط الجوية القطرية             | مملوكة للدولة | |
| لا ريونيون                  | طيران أوسترال                     | | |
| رومانيا                     | تاروم                             | أغلبية الأسهم (97.22%)                                                                                           | |
| روسيا                       | إيروفلوت                          | أغلبية الأسهم (51%)                                                                                              | |
| رواندا                      | الخطوط الجوية الرواندية           | مملوكة للدولة | |
| ساموا                       | Samoa Airways                     | مملوكة للدولة | |
| ساو تومي وبرينسيب           | STP Airways                       | لا تملكها الدولة                                                                                                 | |
| السعودية                    | الخطوط السعودية                   | أغلبية الأسهم | |
| السنغال                     | السنغال للطيران                   | | |
| صربيا                       | طيران صربيا                       | أغلبية الأسهم (51%)                                                                                              | |
| سيشل                        | طيران سيشل                        | مملوكة للدولة (100%)                                                                                             | |
| جزر سليمان                  | Solomon Airlines                  | مملوكة للدولة | |
| سنغافورة                    | الخطوط الجوية السنغافورية         | أغلبية الأسهم (54.5% عن طريق تماسيك القابضة)                                                                     | |
| جنوب إفريقيا                | خطوط جنوب إفريقيا الجوية          | مملوكة للدولة | |
| كوريا الجنوبية              | كوريا للطيران                     | لا تملكها الدولة – مملوكة لهانجين                                                                                | مملوكة للدولة حتى 1969. |
| إسبانيا                     | أيبيريا                           | لا تملكها الدولة – مملوكة لمجموعة الخطوط الجوية الدولية                                                          | |
| سريلانكا                    | الخطوط الجوية السريلانكية         | مملوكة للدولة | |
| السودان                     | الخطوط الجوية السودانية           | مملوكة للدولة | |
| سورينام                     | خطوط سورينام الجوية               | مملوكة للدولة | |
| سويسرا                      | الخطوط الجوية الدولية السويسرية   | لا تملكها الدولة – مملوكة للوفتهانزا                                                                             | |
| سوريا                       | السورية للطيران                   | مملوكة للدولة | |
| تايوان                      | الخطوط الجوية الصينية             | أغلبية الأسهم | مملوكة للدولة حتى 1991. 51.28% تملكها مؤسسة تنمية الطيران المدني غير الربحية.                                                                      |
| تيمور الشرقية               | Aero Dili                         | | |
| تنزانيا                     | طيران تنزانيا                     | مملوكة للدولة | |
| تايلاند                     | الخطوط الجوية الدولية التايلاندية | أقلية (47.86%)                                                                                                   | |
| تونس                        | الخطوط التونسية                   | أغلبية الأسهم | |
| تركيا                       | الخطوط الجوية التركية             | أقلية (49%) | |
| تركمانستان                  | الخطوط الجوية التركمانية          | مملوكة للدولة | |
| أوغندا                      | الخطوط الجوية الأوغندية           | | |
| أوكرانيا                    | الخطوط الجوية الدولية الأوكرانية  | | |
| الإمارات العربية المتحدة    | الاتحاد للطيران                   | مملوكة لحكومة أبو ظبي                                                                                            | |
| الإمارات العربية المتحدة    | طيران الإمارات                    | مملوكة للدولة لحكومة دبي عن طريق مؤسسة دبي للاستثمارات الحكومية.                                                 | |
| المملكة المتحدة             | الخطوط الجوية البريطانية          | لا تملكها الدولة – مملوكة لمجموعة الخطوط الجوية الدولية                                                          | مملوكة للدولة حتى 1987. |
| أوزبكستان                   | الخطوط الجوية الأوزبكية           | أغلبية الأسهم | |
| فنزويلا                     | كونفياسا                          | | |
| فيتنام                      | الخطوط الجوية الفيتنامية          | أغلبية الأسهم (86.2%)                                                                                            | |
| اليمن                       | الخطوط الجوية اليمنية             | أغلبية الأسهم | |
| زامبيا                      | Zambia Airways                    | | |
| زيمبابوي                    | طيران زيمبابوي                    | مملوكة للدولة | |

## روابط خارجية
- International Air Transport Association
- "U.S. Flag Services". US Maritime Administration. مؤرشف من الأصل في 2012-08-13..